# Confédération Salish et Kootenai de la Nation Flathead
Pour les articles homonymes, voir Flathead, Kootenay (homonymie) et Salish (homonymie).

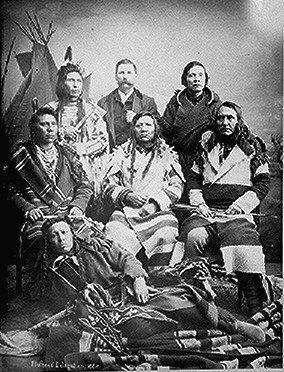
Délégation de Têtes-Plates à Washington, D.C., 1884.

Les Têtes-Plates, en anglais Flathead, (Confédération des tribus Salish et Kootenai) regroupent plusieurs tribus amérindiennes qui vivent entre la chaîne des Cascades et les montagnes Rocheuses, aux États-Unis dans la réserve indienne des Têtes-Plates (Flathead Reservation) sur le plateau de Fraser-Colombie dans le Montana, réserve qu'ils partagent avec les Kootenays et les Pend d'Oreilles ; la réserve compte plus de 7 000 membres. 
Ils parlent une langue salish (famille linguistique : mosan) du nom de leur peuple car on les a d'abord appelés Selish ou Salish. Ils vivaient autrefois de la chasse du bison.
Têtes-Plate est également un terme sans véritable signification ethnique. Il désigne des tribus qui ont pour coutume de modifier le crâne des enfants en bas âge par des moyens non naturels. Pour la tribu des Têtes-Plates c'est un nom malvenu car cette déformation du crâne leur était inconnue. 
En dehors du nom de la réserve, le nom de la tribu a servi à désigner le comté de Flathead, la rivière Flathead, le lac Flathead, appelé autrefois le lac Salish, et la forêt nationale de Flathead.

## Culture et histoire

### Vie semi-nomade
Au début du XIXe siècle leur vie était fondée avant tout sur la chasse et la cueillette de plantes sauvages, principalement l'oignon-Camas (Camassia quamash) qu'ils arrachaient avec des bâtons. Les Têtes-Plates étaient semi-nomades, ils vivaient dans des tipis à quatre pieux ou des huttes couvertes de tapis. Ils vivaient en paix avec les autres tribus excepté les Pieds-Noirs. Ils étaient entrés en conflit avec eux vraisemblablement lors d'une migration à l'Est des montagnes Rocheuses au XVIIIe siècle. Les Pieds-Noirs ou Blackfeet (appelés Blackfoot au Canada), les repoussèrent dans l'ouest du Montana, au-delà des montagnes (pour d'autres ce fut la conséquence d'une épidémie de variole) où ils s'installèrent dans la vallée de la Bitterroot. En 1805, leur chef Cheleskayimi (Trois-Aigles) rencontra l'expédition de Meriwether Lewis et William Clark ; les deux hommes notèrent dans leur journal que les Têtes-Plates avaient plus de 450 huttes et environ 500 chevaux.

### Le cheval et son élevage

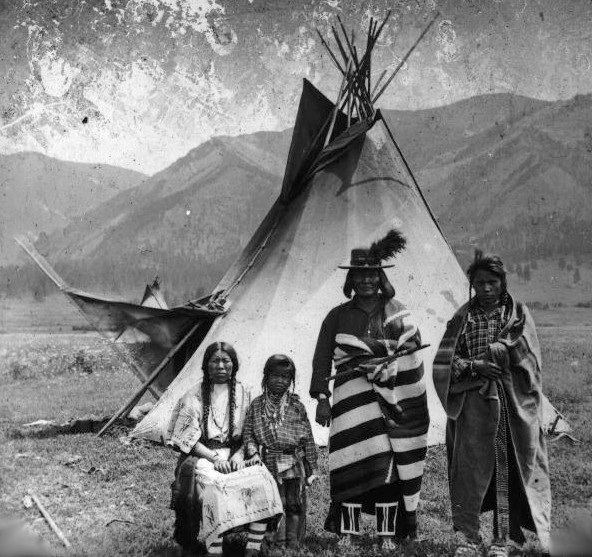
Famille de la réserve des Têtes-Plates devant un tipi.

Ces chevaux qu'ils avaient obtenus des Shoshones leur permettaient de franchir les montagnes Rocheuses pour chasser le bison. Le père de Cheleskayimi, Big Hawk (Grand Faucon) a trouvé la mort lors d'une de ces chasses.
En 1780 on a évalué la population de la tribu à 600 personnes. Ils n'ont pas réussi à prendre la suite des Indiens de la Plaine pour l'élevage des chevaux mais, en revanche, à mettre en place une espèce de zone-tampon entre les Salishs de l'Intérieur à l'Ouest et les cavaliers nomades de l'Est. Ils devinrent alors commerçants. Ils vendaient aussi des peaux aux Blancs. Leur base était la Saleesh House devenue plus tard la Flathead Post. En même temps les marchands britanniques ont essayé de les empêcher de faire du commerce de peaux avec les Américains venant de l'Est

### Essais d'évangélisation
Les Iroquois venaient également de l'Est mais pour une raison différente. Shinig Shirt, qui fut peut-être un des leurs, arriva au XVIIIe siècle comme missionnaire chez les Têtes-Plates — visiblement avant que les Flathead disposent de chevaux. D'autres Iroquois suivirent qui annoncèrent aux Têtes-Plates l'arrivée de religieux blancs vêtus de noir. Ils restèrent chez les Têtes-Plates puisqu'après 1815 ils ne voulurent pas rentrer chez eux comme espions britanniques. Sous leur chef Old Ignace La Mousse un groupe de deux douzaines d'Iroquois arriva chez les Têtes-Plates en 1820 et exerça une influence certaine sur eux.
Dans les années 1830, sous la direction de ces Iroquois déjà solidement assimilés aux Têtes-Plates plusieurs délégations se rendirent à Saint-Louis avec l'intention de continuer l'évangélisation. Pierre-Jean De Smet, un jésuite, se joignit à eux en 1841 et créa la mission Sainte-Marie dans la vallée de la Bitterroot inférieure. Les jésuites essayèrent de faire des Têtes-Plates des agriculteurs.
Ils évangélisèrent également leurs ennemis, les Pieds-Noirs. Les Têtes-Plates en furent très dépités parce qu'ils considéraient la religion des missionnaires comme une protection contre leurs ennemis pendant la chasse au bison. Dans les années 1850, les Pieds-Noirs entreprirent des attaques importantes à l'Ouest des montagnes Rocheuses ; la population des Têtes-Plates baissa jusqu'à 300 à 400 personnes.

### Cession des territoires et création de la réserve
Avec les Pend d'Oreilles (qu'on appelle aussi les « Pend d'Oreilles d'en Haut »), les Upper Kalispel (qu'on appelle aussi les « Pend d'Oreilles d'en Bas » ou simplement les « Pend d'Oreilles ») et quelques Kutenai les Têtes-Plates, sous la direction de Victor leur chef, ont signé l'accord de Hell Gate (une ville proche de Missoula) avec Isaac Stevens, gouverneur du territoire de Washington. Les Têtes-pLates devaient disposer d'un territoire de 2 240 miles carrés au nord de la vallée du Bitterroot en guise de réserve. À l'intérieur de cette Jocko Reservation on trouvait la station missionnaire Saint Ignatius. Elle devait englober 1 242 969 acres. Le traité fut ratifié le 8 mars 1859.
Pourtant la plupart des Têtes-Plates refusèrent de quitter leur territoire. James Garfield, futur président, eut pour mission le 14 novembre 1871 de négocier avec Charlot (en) (ou Charlo), fils de Victor, un traité reconnaissant leur départ. Mais Charlot refusa malgré les pressions et d'autres promesses. Deux autres chefs, Arlee et Joseph Nine Pipes, s'allièrent et pénétrèrent dans la réserve avec une partie de leur peuple. Ils furent rejoints dans la réserve par 80 Upper Spokane, menés par Baptiste Penn ; le gouvernement des États-Unis leur accorda l'autorisation de s'installer.
Finalement, sous la pression du nombre croissant des colons, les derniers Têtes-Plates cédèrent en 1891. Charlot conduisit la tribu dans la réserve, il  fut reconnu comme le chef héréditaire par l'ensemble de la colonie. Traditionaliste, il mourut en 1910.

### AuXXesiècle: privatisation de la réserve
La privatisation de la réserve commença le 23 avril 1904. 2 378 Indiens reçurent entre 80 et 160 acres de terre, selon qu'ils pratiquaient la culture ou l'élevage. Du fait que les plus grands troupeaux de chevaux comptaient jusqu'à 3 000 têtes, cela perturba énormément leur façon de vivre. Beaucoup d'Indiens refusèrent donc ce programme. Le territoire qu'ils n'avaient pas demandé fut considéré comme un surplus et ouvert à la colonisation. Il s'étendait sur 404 047,33 acres, 60 843,04 acres allèrent à l'État du Montana - pour des écoles, 18 523,85 acres furent réservés pour le gouvernement. La tribu n'obtint que 1 757,09 acres (711 hectares) pour son église, école, agence, etc. 485 171,31 acres furent découpés en 4 834 parcelles. Dès 1908 le programme de privatisation était terminé. Les Indiens devaient bénéficier d'un projet d'irrigation qui les aiderait à faire évoluer leur agriculture ; en 1980 on dut constater que les Indiens ne possédaient que 12 % des terres irriguées.
En 1910 le territoire non-indien fut ouvert aux homesteaders : le territoire fut découpé pour la vente. 81 000 candidats s'installèrent à Kalispell et Missoula, et le 2 mai 1910, 3 000 lots furent tirés au sort. Seules 403 personnes réglèrent et prirent possession de la parcelle désignée. De même, parmi les 3 000 propriétaires de lots qui furent informés le 1er septembre, une partie seulement prit possession de son lot, en attendant visiblement que leur lot leur soit donné. Le fait est qu'à partir d'octobre le gouvernement donnait un territoire à toute personne capable pendant un jour donné de l'atteindre et donc de le revendiquer ("shoot-the-gun-and-gollop-to-your-chosen-site"). Les Indiens devinrent alors une minorité.
Lors du changement d'orientation et avec le Indian Reorganization Act de 1934 la vie se transforma dans la réserve. Tous les deux ans on élisait un conseil de tribu, un Council. Le 5 août 1966 les tribus confédérées gagneront un dédommagement de 4 431 622,18 dollars pour les 12 millions d'acres soustraits en 1855. Des constructions de barrages ont privé les Indiens de leurs droits d'utilisation des fleuves, la corruption les a privés de leurs subventions, la mauvaise gestion de l'administration les a privés d'une grande part de leurs biens : le gouvernement a donc été obligé de les dédommager à la suite de décisions de justice.
Le 30 septembre 1977, seuls 618 758,51 acres étaient officiellement indiens, des Indiens n'en possédaient toutefois que 567 319,54.

### La réserve dans les années 2000
Aujourd'hui la réserve Flathead (Pablo-Salish & Kootenai Reservation) dans le comté de Lake (Montana) est le domicile des tribus confédérées Salish, Kootenai et Pend d'Oreille. Environ la moitié des Indiens inscrits dans les registres vit dans la réserve. Ils étaient 5 937 en 1980, 6 669 en 1989.
Des 7 005 membres inscrits, 4 500 vivent dans ou à côté de la réserve. Beaucoup travaillent dans l'industrie du bois, une scierie non-indienne emploie beaucoup d'hommes. Les revenus proviennent des taxes du barrage Kerr sur la Flarhead River sur le domaine de la réserve. Au bord du Flathead Lake la Blue Bay abrite un lieu de repos ; à Hot Springs se trouve une zone touristique de repos. Les touristes fréquentent le National Bison Range à Moiese et la Saint Ignatius Mission qui existe depuis 1854.
Le Confederated Salish and Kootenai Tribal Council, le Conseil des Tribus vivant dans la réserve, a pris la décision en 2010 de ne pas participer aux festivités du centenaire de l'ouverture de la réserve. Le chef Charlot avait résisté pendant vingt ans à cette ouverture. Il a donc fallu modifier les plans mis en place depuis 2008 en collaboration avec le Polson Flathead Historical Museum.

## Renouveau de la langue et de l'identité
Depuis 1976 deux comités pour la culture, un pour les Kutenai qui ne font pas partie des Salish, un pour les autres tribus, s'ingénient à mettre en place des programmes linguistiques. Le pratique des langues salish se développe à nouveau ; il est difficile de dire que les langues seront sauvées. Du fait des nombreuses relations avec les Blancs l'identité des tribus est à rechercher beaucoup plus dans la réserve que dans l'une des tribus d'origine.

## Géographie
Les personnes de ses tribus vivaient originellement dans les territoires du Montana, une partie de l'Idaho, de la Colombie britannique et du Wyoming. Le territoire original comprenait 22 millions d'acres (89 000 km2) au moment du traité de Hellgate en 1855.
En 2011, la réserve Flathead dans le nord du Montana est de plus de 1,3 million d'acres (5 300 km2) en taille.
Le conseil tribal représente huit districts :
- Arlee District
- Dixon District
- Elmo District
- Hot Springs District
- Pablo District
- Polson District
- Ronan District
- St. Ignatius District